# Huis te Bruchem
Het Huis te Bruchem was een kasteel in het Nederlandse dorp Bruchem, provincie Gelderland. Het kasteelterrein staat bekend als De Singel.

## Geschiedenis
Vermoedelijk werd het kasteel Bruchem in de 12e eeuw gesticht als een versterkt adellijk huis met een hoeve. De eigenaren waren tot in de 15e eeuw afkomstig uit het geslacht De Cock van Bruchem. In 1410 werd Theodora de Cock van Bruchem met het kasteel beleend, en aangezien zij gehuwd was met Johan van Berchem kwam het goed via vererving in zijn familie terecht. Het leen bestond niet alleen uit het kasteel, maar ook uit de lage heerlijkheden Bruchem en Kerkwijk en de molen van beide dorpen. Na de familie Van Berchem kwam het goed terecht bij de familie Van Hamale.
In 1610 waren het huis en beide heerlijkheden in handen van Richard van de Rieviere, maar hij liet de heerlijkheid Kerkwijk afsplitsen. Waarschijnlijk was er toen al geen sprake meer van een kasteeltje, want het leenboek vermeldt dat het om onbebouwd terrein ging. Nadien wisselde het goed nog enkele malen van eigenaar.

## Beschrijving
Een tekening uit 1694 laat een ovalen terrein zien, omgeven door een gracht. Ook rondom de gronden die bij het kasteel hoorden, lag een gracht, die bovendien dubbel was uitgevoerd ter hoogte van de Dorpsstraat en de wetering. Het complex was op dat moment als boomgaard in gebruik. Het gebouwtje dat op het kasteeleiland staat, kan wijzen op een restant van het kasteeltje maar het kan ook een agrarisch gebouwtje zijn.
Er is ook een tekening uit 1791 beschikbaar die het Huis te Bruchem moet voorstellen, maar aangezien het huis er in dat jaar niet meer stond, is onduidelijk hoe betrouwbaar de afbeelding is. Het kan dus fantasie zijn, maar het is ook mogelijk dat de tekening is gebaseerd op een ouder voorbeeld.
In 1945 noteerde de Stichting Bodemkartering dat er sprake was van een heuvel met een dichtgemaakte gracht. Het complex was ongeveer 80 bij 70 meter. Er werden tevens bakstenen en middeleeuwse scherven gevonden.
In 1965 werd de gracht gedempt. Hierbij werd waarschijnlijk gebruik gemaakt van de grond van de kasteelheuvel, die toen werd geëgaliseerd. Het terrein werd hierna als akkerland gebruikt. Aan de noordzijde verrees in de jaren 70 bebouwing.
In 2002 heeft archeologisch onderzoek plaatsgevonden. Hierbij is de fundering van een muur in kaart gebracht. Naast bakstenen en dakpannen zijn er ook aardewerk en keramiek aangetroffen. De vondsten werden gedateerd op de 8e tot de 15e eeuw. Verder onderzoek toonde aan dat er een stenen bouwwerk van circa 10 bij 10 meter had gestaan; ook werden er kloostermoppen gevonden en is de gracht gelokaliseerd.
In 2020 is opnieuw onderzoek uitgevoerd. Hierbij werd vastgesteld dat de slotgracht circa 12,5 meter breed was. Ook werden enkele vondsten gedaan van baksteenpuin en aardewerkscherven. Duidelijk werd dat de locatie gedurende de middeleeuwen werd bewoond vanaf 1000 n.Chr. en mogelijk al eerder, maar dat de actieve bewoning afliep na circa 1500.
In het veld is anno 2022 vrijwel niets meer dat herinnert aan het Huis te Bruchem. Alleen van de buitenste gracht rondom het terrein zijn nog enige restanten over.
Aalst · Aardenburg · Acquoy · Aerdt · Agistaldaburg · Ahof · Aldenhaag · Aller · Ambe · Ammersoyen · Ampsen · Andelst · Angeroyen · Appelburg · Appelse walburg · Appeltern · Arler · Baak · Babberich · Baer · Baerle · Bakerbosch · Balgoij · Barlham · Batenburg · Beek · Beerenclaauw · Bemmel · Bevervoorde · Bergh · Biljoen · Bingerden · Blankenborg (Laren) · Blankenborg · Blauwe Huis · Blokhuis (Ravenswaaij) · Boelenham · Boetselaersborg · Borculo · Boswaai · Brakel · Den Brakel · Den Bramel · Bredevoort · Broekhuizen · Bronkhorst · Bruchem · Bruinhorst · Brunsberg · Bulkestein · Bunswaard · Burcht van Tiel · Buren · De Buurse · Byland · Byvanck · Caetshage · Camphuysen · De Cannenburch · de Cloese · Coldenhove · Culemborg · Dedinckweerd · Delwijnen · Didam · Diepenbroek · Hof te Dieren · Huis Dijck · Dikke Tinne · Doddendaal · Dodewaard · Doornenburg · Doornik · Doorwerth · Dooyenburg · Dorth · Doseburg · Drakenburg · Dreumel · Druten · Duivelshuis · Eerbeek · De Ehze · Elburg · Eldrik · Emmerik · Engelenburg · Groot Engelenburg · Engelrode · Enghuizen · Enspijk · De Essenburgh · Essenpas · Est · Fokkinck · Gameren · Geerestein · Geldermalsen · De Gelderse Toren · Geldersweerd · Gellicum · Gendt · Gennepestein · Glindhorst · Goudenstein · ‘s-Grevenhoef · Groot Hell · Groenlo · Groesbeek · Huis te Groesbeek · Grunsfoort · Gulden Spijker · Hackfort · Hackforts Veenhuis · Hagen · Hagevoort · Hamerden · Hanepol · Harreveld · Harslo · Hassink · Het Haveke · Hedel · Heeckeren · De Heegh · Hees · De Heest · Hellouw · Hemmen · Hernen · Motte van Hernen · Heumen · Heusden · Hoekelum · Hoekenburg · De Hoeve · De Hof · Hof d'Ooy · Hof van Arkel · Huis het Holt · Holthuis · Het Holtslag · Ter Horst · Houberg · St. Hubertus · Huissen · Hulhuizen · Hulkestein · Hulsen · Hunneschans bij De Duno · Hunneschans bij Uddel · Jonker Bloo · 't Joppe · De Kamp · Karssenberg · Kemnade · Keppel · Kermestein · Kernhem · Kervel · Kiefskamp · De Kinkelenburg · Klein Enghuizen · Kleverburg · Kortenhoeve · Laag Helbergen · Lakenburg · Landfort · Langen · Latenstein · De Lathmer · Lathum · Ter Lede · Leegpoel · Leemcuyl · Leeuwen · Leeuwenbergh · Lensenburg · Lent · Leur · Leuvenum · Leyenburg · Lichtenvoorde · Lievenstein · Loenen · Loevestein · Loil · Loowaard · Luynhorst · Hof te Maasbommel · Magerhorst · Malburgen · Malderburcht · Malsen · Manhorst · Marhulsen · De Marsch · Marveld · Mathena · Maurik · Medel · Medestein · 't Medler · Meinerswijk · De Mellard · Mensink · Mergelp · Meteren · 't Meyerink · Middachten · Millingen · Mussenberg · Nagelhorst · Nederhagen · Nederhemert · Neerijnen · Huis Neerijnen · De Nesch · Nettelhorst · Nieuwe Blokhuis ·  Nijburg · Nijenbeek · Old Putten · Notenstein · Nye Huis · Olde Spijker · Oldenaller · Oldenhof (Driel) · Oldenhof (Heteren) · De Ooij · Oolde · Oud Oolde · Oosterhout · Ophemert · Opijnen · Oud Ampsen · Oude Blokhuis · Het Oude Loo · Oude Voorst · Oudenborch · Oud-Wisch · Huis te Overasselt · Overeng · Overhagen · Overlaar · 't Oye · Palmestein · De Parck · Persingen · Plekenpol · Ploen · Pluimenburg · Poederoijen · Poelwijck · Poelwijk · De Pol (Dreumel) · Huis de Poll (Huis te Gietelo) · De Poll (Huissen) · Pollenbering · Pollenstein · Puttenstein · Het Raasink · Ravenhorst · De Rees · Ressen · Reuversweerd · Reygersfoort · Rhijnestein · Huis Rijswijk · Rode Toren · Roode Wald · Rosande · Rosendael · Rossum · Rumpt · Ruurlo · Rijsselt · Schadewijk · Schaffelaar · Scherpenzeel · Schoonbroek · Schoonderbeek · Schoonenburg · Schuilenburg · Schuilkerke · Hof te Seelbeek · Sevenaer I · Sevenaer II · Sinderen (Oude IJsselstreek) · Sinderen (Voorst) · Slangenburg · Sleeburg · Slimsijp · De Snor · Soelen · Spaansweerd · Spaldorp · Spijk · Staverden · Sterkenburg · Swanepol · Tarthorst · Teisterbant (Kerk-Avezaath) · Teisterbant (Kerkdriel) · Ter Dicke · Tolhuis · Tolhuis (Tiel) · Tollenburg · Tongerlo · Toren van Wely · Tuil · Ubbergen · Uilenburg (Ewijk) · Uilenburg (Heteren) · Ulenpas · Ulft · Upladen · Valburg · Valkhofburcht · Valkhofpalts · Vanenburg · Varik · Hof te Varsseveld · 't Velde · Velhorst · Verwolde · Vierakker · De Voorst · Voorstonden · Vorden · Vosbergen · Vredenburg · Vredestein (Driel) · Vredestein (Ravenswaaij) · Vuren · Waardenburg · Waddestein · Wadenoijen · Waede · Wageningen · Walfort · 't Waliën · De Wardt · Watergoor · Watermeerwijk · Wayenstein (Huis te Herwijnen) · Well (Huis van Malsen) · Weijenrade · Westenburg · Westerholt · Weurt · De Wiersse · Wijenburg (Echteld) · De Wildenborch · De Wildt · Wilp · Wilperhorst · Winssen · Wisch · Wychen · Wolfswaard · Woolbeek · Yrst · IJzendoorn · Zeeland · Zilveren Spijker · Zuilichem · Zwaluwenburg · Zwanenburg (Heerde) · Zwanenburg (Megchelen)